# منتخب إسكتلندا تحت 17 سنة لكرة القدم للسيدات
منتخب إسكتلندا تحت 17 سنة للسيدات لكرة القدم (بالإنجليزية: Scotland women's national under-17 football team)‏ هو ممثل إسكتلندا الرسمي في المنافسات الدولية في كرة القدم في فئة كرة قدم تحت 17 سنة للسيدات، يديريه اتحاد إسكتلندا لكرة القدم.